# Вендрамин, Андреа
Андреа Вендрамин (итал. Andrea Vendramin; 1393, Венеция — 6 мая 1478, Венеция) — 71-й венецианский дож.
Происходил из семьи, которая была внесена в книгу благородных семейств Венеции только в 1381 году в награду за оказанные государству услуги во время войны Кьоджи против Генуи. Современники отмечали большую физическую силу и атлетическое телосложение Андреа Вендрамина, но в политике он не пользовался особым авторитетом, предпочитая занимать сторону более древних аристократических фамилий. Активно занимался торговлей, в браке имел восемь детей.
Андреа Вендрамин был незлобивым правителем, интересовался жизнью простых людей, оказывал материальную помощь нуждающимся, помиловал много пленных, заботился о лечении захваченных в плен раненных солдатах. По этой причине, папа Сикст IV вручил ему Золотую розу, которую Вендрамин передал в сокровищницу Собора Святого Марка.
В силу преклонного возраста Вендрамин предпочитал заниматься несложными делами, связанными с повседневным управлением города. Во время его правления Венеция потеряла контроль над городами Тана и Солдана, которые были захвачены турками, и утратила город Каффу, который заняли генуэзцы.
Похоронен в базилике Санти-Джованни-э-Паоло. Гробницу дожа задумал известный венецианский скульптор Пьетро Ломбардо, а воплотил в жизнь его сын Туллио.